# Александер Вагнер
Александер Вагнер (пол.Aleksander Wagner 7 серпня 1868 — близько 1942?) — австро-угорський і польський шахіст, шаховий теоретик і журналіст. Один із найкращих гравців Галичини кін. XIX століття.
Студіював правознавство; належав до Львівського Клубу Шахістів. У чемпіонаті клубу 1895 року посів 4-е місце.
Автор досить значної статті «Das Schachspielen in Polen» у шаховому відділі часопису «Österreichische Lesehalle», у якій розповів про перебіг шахового життя у Польщі, яка тоді залишалась поділеною між Німеччиною, Австро-Угорщиною і Росією.
Працював у адміністрації залізниці у Львові, згодом — у Ходорові. Врешті-решт, осів жити у Станіславові нині Івано-Франківськ. Присвятив решту життя літературно-шаховій праці, брав участь у багатьох крайових і міжнародних кореспонденційних турнірах. У цих турнірах він на практиці застосовував свої аналітичні напрацювання.
Творець польського захисту (1. d4 b5), також багато аналізував львівський гамбіт (1. Кf3 d5 2. e4).
Очолював відділ шахової композиції у часописі «Польський шахіст» (пол. «Szachista Polski»). Був єдиним автором і переможцем конкурсу на відтворення відомої партії, зіграної у поемі «Шахи» Яна Кохановського — польського поета епохи Відродження. Був редактором відділу шахів у краківському тижневику «Ilustracja Polska» (1901—1904), виданнях «Wędrowiec» (1902) і «Kłosy» (1907).
Популяризатор шахів, активний гравець у кореспонденційних турнірах, відомий шаховий теоретик.
Помер під час Другої світової війни за нез'ясованих обставин.